# Brian Quinn
Brian Quinn (Belfast, 24 maggio 1960) è un allenatore di calcio ed ex calciatore statunitense, di ruolo difensore.

## Palmarès

### Nazionale
- Gold Cup: 1

1991